# Elettra Lamborghini
Elettra Miura Lamborghini (Bologna, 17 maggio 1994) è una cantante, showgirl e conduttrice televisiva italiana.

## Biografia
Figlia di Luisa Peterlongo e dell'imprenditore Tonino Lamborghini, a sua volta figlio dell'imprenditore Ferruccio Lamborghini, nonché fondatore dell'omonima azienda automobilistica; ha un fratello maggiore, il motociclista Ferruccio Lamborghini, omonimo del nonno paterno. Il suo secondo nome deriva dalla Lamborghini Miura, la prima supercar della storia, prodotta dal 1966 al 1973.
Ha iniziato la carriera approdando nel 2015 come ospite alla trasmissione tv Chiambretti Night. Nel 2016 ha partecipato al programma Super Shore 16, trasmesso in Spagna e America Latina, è stata tra i protagonisti del docu-reality di MTV Riccanza e ha posato per Playboy Italia e Interviú.
Nel 2017 ha partecipato al programma spagnolo Gran Hermano VIP, e in Inghilterra al Geordie Shore. A settembre ha collaborato con Gué Pequeno e Sfera Ebbasta nel singolo Lamborghini RMX. Nel 2018 ha partecipato ai Wind Music Awards 2018 e in febbraio ha pubblicato il suo primo singolo da solista, Pem Pem, certificato con due dischi di platino. A giugno dello stesso anno è ospite al Nickelodeon Slime Fest Italia 2018 a Mirabilandia con il suo singolo Pem Pem. Ha poi partecipato alla quinta stagione del reality show Acapulco Shore. In giugno ha presentato su MTV Italia il programma Ex on the Beach Italia, e a settembre ha pubblicato il suo secondo singolo, Mala. A dicembre, in occasione della riedizione dell'album Popstar, ha collaborato al singolo Cupido RMX insieme a Khea, Duki e Quavo.

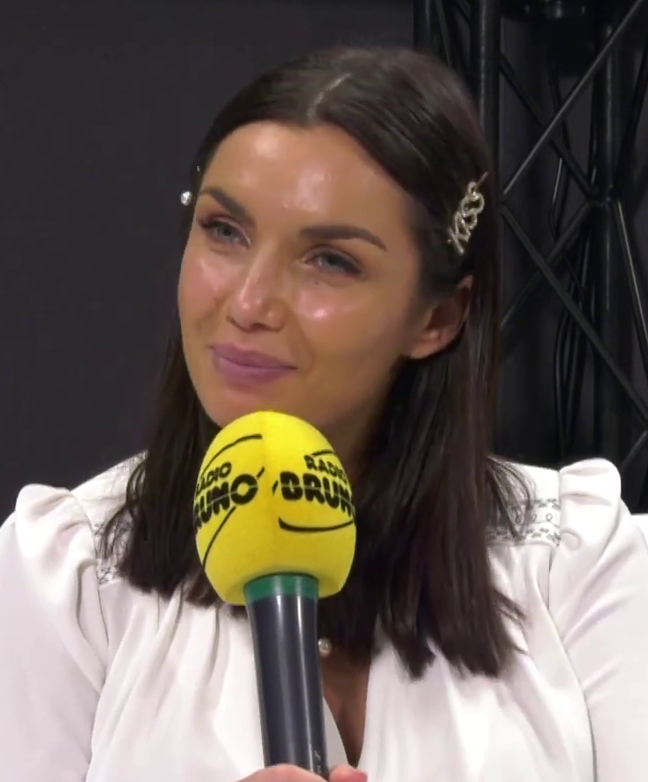
Lamborghini al Festival di Sanremo 2020

Nel 2019 ha svolto il ruolo di coach insieme a Morgan, Gué Pequeno e Gigi D'Alessio nella sesta edizione del programma The Voice of Italy, in onda su Rai 2. Il 27 maggio dello stesso anno, dopo aver firmato per la Universal Music Group, ha annunciato il suo primo album in studio Twerking Queen, uscito poi il 14 giugno. Nel febbraio 2020 ha partecipato al Festival di Sanremo con la canzone Musica (e il resto scompare); il 14 febbraio dello stesso anno pubblica Twerking Queen (El resto es nada), riedizione dell'album. Il 29 giugno dello stesso anno ha pubblicato La isla con la partecipazione di Giusy Ferreri.
Nel 2021 è stata scelta da Ilary Blasi come opinionista nel reality L'isola dei famosi affiancando Iva Zanicchi e Tommaso Zorzi; tuttavia è risultata positiva al COVID-19 prima dell'inizio del programma e pertanto ha seguito le prime puntate in video collegamento dalla propria abitazione. Il 4 giugno 2021 pubblica il singolo Pistolero, estratto dall'EP Twerking Beach uscito il successivo 25 giugno. Il 3 dicembre pubblica il suo singolo natalizio, A mezzanotte (Christmas Song), e nello stesso mese è conduttrice dell'ottantaduesima edizione di Miss Italia, trasmessa in streaming.
Nel maggio 2022 al Madame Tussauds Amsterdam è stata presentata la statua di cera della cantante. Il 17 giugno è uscito il singolo Caramello, realizzato in collaborazione con Rocco Hunt e la cantante spagnola Lola Índigo. Nel 2023 è uscito il suo nuovo singolo Mani in alto. L'anno successivo, nel 2024, è uscito il singolo Dire fare baciare, in collaborazione con Shade.

## Vita privata
È sposata con il disc jockey olandese Afrojack. La coppia si è fidanzata ufficialmente il 26 dicembre 2018 e il 26 settembre 2020 si è unita in matrimonio a Villa del Balbiano, a Ossuccio, sul lago di Como.

## Programmi televisivi
- Super Shore (MTV España, 2016-2017)
- #Riccanza (MTV Italia, 2016-2017)
- Domenica Live (Canale 5, 2016-2017) Opinionista
- Gran Hermano VIP (Telecinco, 2017) Concorrente
- Big Brother Brasil (Rede Globo, 2017) Invitata
- Geordie Shore (MTV, 2017)
- MTV Awards (MTV, 2017)
- Acapulco Shore (MTV Latinoamérica, 2018) Concorrente
- Ex on the Beach Italia (MTV, 2018, 2022)
- The Voice of Italy (Rai 2, 2019) Coach
- Elettra Lamborghini: Twerking Queen (MTV Italia, 2019)
- Festival di Sanremo 2020 (Rai 1, 2020) Concorrente
- Name That Tune - Indovina la canzone (TV8, 2020, 2023) Concorrente
- L'isola dei famosi 15 (Canale 5, 2021) Opinionista
- Zecchino d'Oro (Rai 1, 2021, 2023) Giurata
- Only Fun – Comico Show (Nove, 2022-2024)
- Italia's Got Talent (Disney+, dal 2023) Giudice
- GialappaShow (TV8, 2024) Co-conduttrice
- Red Carpet - Vip al tappeto (Prime Video, 2025) VIP
- Festival di Sanremo (Rai 1, 2025) Co-conduttrice della terza serata
- Pechino Express (Sky Uno, 2025) Ospite della quinta tappa
- Boss in incognito (Rai 2, dal 2025) Conduttrice

## Web TV
- Elettroshock (Zweb Tv, 2020)
- Elettra e il resto scompare (Discovery+, 2021)
- Miss Italia (Helbiz Live, 2022)
- A scuola di ex (Paramount+, 2022)

## Discografia
- 2019 – Twerking Queen
- 2023 – Elettraton

## Filmografia

### Cinema
- Mollo tutto e apro un chiringuito, regia di Pietro Belfiore, Davide Bonacina, Andrea Fadenti, Andrea Mazzarella e Davide Rossi (2021) - nel ruolo di se stessa